# Conjunto inductivo
Conjunto inductivo es como se denomina, en matemática, a un subconjunto de los números reales que cumple las siguientes propiedades:
i) El número  «1» pertenece al conjunto.
ii) Si el número «k» pertenece al conjunto, entonces el número «k + 1» también pertenece al conjunto
Un conjunto no inductivo es aquel en el cual no se cumple que un número «1» elemento de un conjunto sumado con otro número «k» elemento del mismo conjunto den como resultado un número «1 + k» elemento del conjunto.